# Épaphras
Épaphras est un compagnon de Paul de Tarse, mentionné dans l'Épître aux Colossiens. Institué évêque de Colosses, il aurait également poursuivi son activité apostolique dans les villes de Laodicée et d'Hiérapolis.

## Biographie
Épaphras serait l'un des septante disciples, mentionnés dans l'Évangile selon Luc, envoyés par Jésus pour répandre la Bonne Nouvelle.
Il aurait, pendant un temps, accompagné Paul durant son activité apostolique. Il le présente même comme son « compagnon de captivité » à Philémon (Phm 23).

Institué par Paul évêque de Colosses, il aurait également prêché dans les villes voisines de Laodicée et d'Hiérapolis. Paul le mentionne à deux reprises dans son Épître aux Colossiens, notamment : 

« Épaphras, qui est de votre ville, vous salue. Car c’est un serviteur de Jésus-Christ, qui combat sans cesse pour vous dans ses prières, afin que vous demeuriez fermes et parfaites, et que vous accomplissiez pleinement tout ce que Dieu demande de vous. Car je puis bien lui rendre ce témoignage, qu’il a un grand zèle pour vous, et pour ceux de Laodicée et d'Hiérapolis. »

— Col 4, 12-14
Selon la Tradition, il aurait souffert le martyre à Colosses.
Durant la persécution iconodoule de Léon l'Isaurien, des moines grecs transportèrent à Rome ses reliques et elles auraient été déposées dans la basilique Sainte-Marie-Majeure.

## Calendrier liturgique
Épaphras est célébré par les églises chrétiennes le 19 juillet.